# USS Hugh Purvis (DD-709)
O USS Hugh Purvis (DD-709) foi um Destroyer norte-americano que serviu durante a Segunda Guerra Mundial.

## Comandantes
| Comandante                   | Data                                      |
| ---------------------------- | ----------------------------------------- |
| Cdr. Byron Lawrence Gurnette | 1 de Março de 1945 - 1 de Outubro de 1945 |